# Basquetebol nos Jogos Sul-Americanos de 2022
As competições de basquetebol nos Jogos Sul-Americanos de 2022 em Assunção, Paraguai, estão programadas para serem realizadas entre 2 e 15 de outubro de 2022 na SND Arena e no Polideportivo Urbano.

## Calendário
O calendário da competição é o seguinte:
| G | Fase de grupos | 1⁄8 | Oitavas de final | 1⁄4 | Quartas de final | 1⁄2 | Semifinais | B | Disputa pelo bronze | F | Final |

| DataEvento    | Sun 2 | Seg 3 | Seg 3 | Seg 3 | Seg 3 | Seg 3 | Ter 4 | Qua 5 | Qui 6 | Sex 7 | Sáb 8 | Dom 9 | Seg 10 | Ter 11 | Qua 12 | Qui 13 | Sex 14 | Sáb 15 |
| ------------- | ----- | ----- | ----- | ----- | ----- | ----- | ----- | ----- | ----- | ----- | ----- | ----- | ------ | ------ | ------ | ------ | ------ | ------ |
| Masculino     |       |       |       |       |       |       |       |       |       |       |       |       |        | G      | G      | G      | G      | G      |
| Feminino      |       |       |       |       |       |       |       | G     | G     | G     | G     | G     |        |        |        |        |        |        |
| Masculino 3x3 | G     | 1⁄8   | 1⁄4   | 1⁄2   | B     | F     |       |       |       |       |       |       |        |        |        |        |        |        |
| Feminino 3x3  | G     | 1⁄8   | 1⁄4   | 1⁄2   | B     | F     |       |       |       |       |       |       |        |        |        |        |        |        |

## Resumo de medalhas

### Quadro de medalhas
*   país anfitrião (PAR Paraguai)
| Pos.               | País               | Ouro | Prata | Bronze | Total |
| ------------------ | ------------------ | ---- | ----- | ------ | ----- |
| 1                  | BRA Brasil         | 2    | 0     | 0      | 2     |
| 2                  | COL Colômbia       | 1    | 0     | 2      | 3     |
| 3                  | CHI Chile          | 1    | 0     | 1      | 2     |
| 4                  | PAR Paraguai       | 0    | 3     | 0      | 3     |
| 5                  | VEN Venezuela      | 0    | 1     | 0      | 1     |
| 6                  | URU Uruguai        | 0    | 0     | 1      | 1     |
| Total (6 entradas) | Total (6 entradas) | 4    | 4     | 4      | 12    |

### Medalhistas
| Evento        | Ouro | Prata | Bronze |
| ------------- | --- | --- | --- |
| Masculino     | Chile · Agustín Moraga · Benjamín Aguilera · Benjamín Herrera · Carlos Villagrán · Diego Zerene · Fabián Martínez · Gaspar Hernández · Ignacio Ansaldo · Javier Barra · Joaquín Pino · Matías Lubiano · Mauricio Serrano | Paraguai · Carlos Vallejos · Diego Bareiro · Edgar Riveros · Fernando Dose · Franco Benítez · Guillermo Araujo · Jorge Martínez · Jorge Sequera · Luis Ljubetic · Néstor López · Rodney Mercado · Vicenzo Ochipinti | Colômbia · Alejandro Minota · Chyse Hardaway · Darwin Blanco · Gian Bacci · Iván Villamoros · Jhan Mejia · José Cabezas · Juan Duarte · Leyder Moreno · Reiner Torres · Tomás Díaz · Yeison Toro       |
| Feminino      | Colômbia (COL) Diana Prens Gabriela Chivata Isabel Rodríguez Jenifer Muñoz Mabel Martínez Manuela Ríos Maria Palacio Mayra Caicedo Tania Valencia Wendy Coy Yanet Arias Yuliany Paz                                      | Paraguai (PAR) Ana Brítez Andrea Gómez Astrid Huttemann Johana Ghiringhelli Manuela Ramírez María Caraves María Mercado Marta Peralta Natalia Quevedo Paola Ferrari Tamara Insfrán Ximena Ibarra                    | Uruguai (URU) Aldana Gayoso Camila Kirschenbaum Carolina Fernández Josefina Rivera Josefina Zeballos Lara Barbato Lucía Auza Lucía Schiavo Maite Pereira Natasha Dolinsky Selena Medrick Sofía Herrera |
| Masculino 3x3 | Brasil (BRA) André Ferros Jonatas de Mello Leonardo Branquinho William Weihermann | Venezuela (VEN) José Bracho Kervin Perez Luis Duarte Nelson Palacio | Chile (CHI) Carlos Lauler Daniel Arcos Diego Silva Sebastián Silva |
| Feminino 3x3  | Brasil (BRA) Lays da Silva Luana Batista Vanessa Gonçalves Vitória Marcelino | Paraguai (PAR) María Caraves María Mercado Marta Peralta Paola Ferrari | Colômbia (COL) Isabel Rodríguez Manuela Ríos Wendy Coy Yuliany Paz |

## Participação
Onze nações participaram dos eventos de basquetebol dos Jogos Sul-Americanos de 2022.
- ARG Argentina
- BOL Bolívia
- BRA Brasil
- CHI Chile
- COL Colômbia
- ECU Equador
- PAN Panamá
- PAR Paraguai
- SUR Suriname
- URU Uruguai
- VEN Venezuela